# Canton de Riom-ès-Montagnes
Le canton de Riom-ès-Montagnes est une circonscription électorale française située dans le département du Cantal et la région Auvergne-Rhône-Alpes.
À la suite du redécoupage cantonal de 2014, les limites territoriales du canton sont remaniées. Le nombre de communes du canton passe de 8 à 23.

## Histoire
Un nouveau découpage territorial du Cantal entre en vigueur en mars 2015, défini par le décret du 13 février 2014, en application des lois du 17 mai 2013 (loi organique 2013-402 et loi 2013-403). Les conseillers départementaux sont, à compter de ces élections, élus au scrutin majoritaire binominal mixte. Les électeurs de chaque canton élisent au Conseil départemental, nouvelle appellation du Conseil général, deux membres de sexe différent, qui se présentent en binôme de candidats. Les conseillers départementaux sont élus pour 6 ans au scrutin binominal majoritaire à deux tours, l'accès au second tour nécessitant 12,5 % des inscrits au 1er tour. En outre la totalité des conseillers départementaux est renouvelée. Ce nouveau mode de scrutin nécessite un redécoupage des cantons dont le nombre est divisé par deux avec arrondi à l'unité impaire supérieure si ce nombre n'est pas entier impair, assorti de conditions de seuils minimaux. Dans le Cantal, le nombre de cantons passe ainsi de 27 à 15. Le nombre de communes du canton de Riom-ès-Montagnes passe de 8 à 23.

## Géographie
Ce canton est organisé autour de Riom-ès-Montagnes, dans l'arrondissement de Mauriac (14 communes) et dans l'arrondissement de Saint-Flour (9 communes). Son altitude varie de 368 m (Méallet) à 1 780 m (Le Falgoux).

## Canton depuis 2015

### Représentation

#### Liste des conseillers départementaux
| Période élective | Période élective | Mandat | Mandat   | Identité                | Nuance | Nuance | Qualité |
| ---------------- | ---------------- | ------ | -------- | ----------------------- | ------ | ------ | --- |
| 2015             | 2021             | 2015   | 2021     | Valérie Cabecas Roquier |        | LR     | Fonctionnaire Maire de Valette |
| 2015             | 2021             | 2015   | 2021     | Charles Rodde           |        | DVD    | Retraité de l'enseignement Maire de Collandres |
| 2021             | 2028             | 2021   | en cours | Valérie Cabecas Roquier |        | LR     | Collaboratrice parlementaire de Jean-Yves Bony Maire de Valette 4e vice-présidente du Conseil départemental (Solidarité territoriale, Culture, Développement et Usages numériques) |
| 2021             | 2028             | 2021   | en cours | Jean Mage               |        | DVD    | Ancien cadre Maire de Condat depuis 2008, ancien conseiller général du canton de Condat (2011-2015)                                                                                |

### Résultats détaillés

#### Élections de mars 2015
À l'issue du premier tour des élections départementales de 2015, deux binômes sont en ballottage : Jean Mage et Claudine Robert (DVD, 44,17 %) et Valérie Cabecas Roquier et Charles Rodde (DVD, 43,46 %). Le taux de participation est de 55,17 % (4 100 votants sur 7 432 inscrits) contre 55,81 % au niveau départementalet 50,17 % au niveau national.
Au second tour, Valérie Cabecas Roquier et Charles Rodde (DVD) sont élus avec 51,6 % des suffrages exprimés et un taux de participation de 57,99 % (2 101 voix pour 4 309 votants et 7 431 inscrits).

#### Élections de juin 2021
Le premier tour des élections départementales de 2021 est marqué par un très faible taux de participation (33,26 % au niveau national). Dans le canton de Riom-ès-Montagnes, ce taux de participation est de 46,99 % (3 265 votants sur 6 948 inscrits) contre 41,88 % au niveau départemental. À l'issue de ce premier tour, deux binômes sont en ballottage : Valérie Cabecas Roquier et Jean Mage (Union au centre et à droite, 47,38 %) et Chrystèle Serre et Louis Toty (DVD, 29,19 %).
Le second tour des élections est marqué une nouvelle fois par une abstention massive équivalente au premier tour. Les taux de participation sont de 34,3 % au niveau national, 42,74 % dans le département et 49,93 % dans le canton de Riom-ès-Montagnes. Valérie Cabecas Roquier et Jean Mage (Union au centre et à droite) sont élus avec 55,15 % des suffrages exprimés (1 848 voix pour 3 468 votants et 6 946 inscrits),,. 

### Composition
Le nouveau canton de Riom-ès-Montagnes comprend vingt-trois communes entières.
| Nom                                       | Code Insee | Intercommunalité            | Superficie (km2) | Population (dernière pop. légale) | Densité (hab./km2) | Modifier                                    |
| ----------------------------------------- | ---------- | --------------------------- | ---------------- | --------------------------------- | ------------------ | ------------------------------------------- |
| Riom-ès-Montagnes (bureau centralisateur) | 15162      | CC du Pays Gentiane         | 46,48            | 2 403 (2022)                      | 52                 | modifier les données · modifier les données |
| Apchon                                    | 15009      | CC du Pays Gentiane         | 12,43            | 180 (2022)                        | 14                 | modifier les données · modifier les données |
| Auzers                                    | 15015      | CC du Pays de Mauriac       | 19,27            | 161 (2022)                        | 8,4                | modifier les données · modifier les données |
| Chanterelle                               | 15040      | CC du Pays Gentiane         | 19,72            | 99 (2022)                         | 5,0                | modifier les données · modifier les données |
| Collandres                                | 15052      | CC du Pays Gentiane         | 43,32            | 157 (2022)                        | 3,6                | modifier les données · modifier les données |
| Condat                                    | 15054      | CC du Pays Gentiane         | 40,24            | 950 (2022)                        | 24                 | modifier les données · modifier les données |
| Le Falgoux                                | 15066      | CC du Pays de Salers        | 30,59            | 116 (2022)                        | 3,8                | modifier les données · modifier les données |
| Lugarde                                   | 15110      | CC du Pays Gentiane         | 13,43            | 119 (2022)                        | 8,9                | modifier les données · modifier les données |
| Marcenat                                  | 15114      | CC Hautes Terres Communauté | 51,47            | 510 (2022)                        | 9,9                | modifier les données · modifier les données |
| Marchastel                                | 15116      | CC du Pays Gentiane         | 22,92            | 132 (2022)                        | 5,8                | modifier les données · modifier les données |
| Méallet                                   | 15123      | CC du Pays de Mauriac       | 21,52            | 154 (2022)                        | 7,2                | modifier les données · modifier les données |
| Menet                                     | 15124      | CC du Pays Gentiane         | 29,86            | 531 (2022)                        | 18                 | modifier les données · modifier les données |
| Montboudif                                | 15129      | CC du Pays Gentiane         | 20,42            | 163 (2022)                        | 8,0                | modifier les données · modifier les données |
| Montgreleix                               | 15132      | CC du Massif du Sancy       | 17,63            | 31 (2022)                         | 1,8                | modifier les données · modifier les données |
| Moussages                                 | 15137      | CC du Pays de Mauriac       | 19,03            | 251 (2022)                        | 13                 | modifier les données · modifier les données |
| Saint-Amandin                             | 15170      | CC du Pays Gentiane         | 31,89            | 227 (2022)                        | 7,1                | modifier les données · modifier les données |
| Saint-Bonnet-de-Condat                    | 15173      | CC du Pays Gentiane         | 17,32            | 113 (2022)                        | 6,5                | modifier les données · modifier les données |
| Saint-Étienne-de-Chomeil                  | 15185      | CC du Pays Gentiane         | 27,57            | 252 (2022)                        | 9,1                | modifier les données · modifier les données |
| Saint-Hippolyte                           | 15190      | CC du Pays Gentiane         | 13,92            | 98 (2022)                         | 7,0                | modifier les données · modifier les données |
| Saint-Vincent-de-Salers                   | 15218      | CC du Pays de Salers        | 18,87            | 70 (2022)                         | 3,7                | modifier les données · modifier les données |
| Trizac                                    | 15243      | CC du Pays Gentiane         | 44,90            | 449 (2022)                        | 10                 | modifier les données · modifier les données |
| Valette                                   | 15246      | CC du Pays Gentiane         | 14,90            | 237 (2022)                        | 16                 | modifier les données · modifier les données |
| Le Vaulmier                               | 15249      | CC du Pays de Salers        | 17,51            | 61 (2022)                         | 3,5                | modifier les données · modifier les données |
| Canton de Riom-ès-Montagnes               | 1510       |                             | 595,21           | 7 464 (2022)                      | 13                 | modifier les données                        |

### Démographie
En 2022, le canton comptait 7 464 habitants, en évolution de −5,03 % par rapport à 2016 (Cantal : −1,08 %, France hors Mayotte : +2,11 %).
| 2013  | 2018  | 2022  |
| ----- | ----- | ----- |
| 8 059 | 7 789 | 7 464 |

## Canton avant 2015

### Représentation

#### Liste des conseillers généraux de 1833 à 2015
| Période | Période          | Identité                                              | Étiquette                 | Qualité |
| ------- | ---------------- | ----------------------------------------------------- | ------------------------- | --- |
| 1833    | 1835 (démission) | Guillaume Roquecave d'Haumières de Thurel (1777-1851) | Gouvernemental douteux    | Ingénieur en chef du Puy-de-Dôme Propriétaire à Trizac                                                               |
| 1835    | 1842             | Jean Gilbert François Bancal                          |                           | Notaire à Apchon |
| 1842    | 1856 (décès)     | Napoléon de Cassagne de Beaufort Marquis de Miramon   |                           | Propriétaire, ancien chambellan de Napoléon III                                                                      |
| 1856    | 1870             | Pierre Louis Joseph Raymond                           | Catholique gouvernemental | Propriétaire et avocat à Menet                                                                                       |
| 1871    | 1888             | Félix de Murat (1822-1891)                            | Droite                    | Propriétaire Maire de Menet (1854-1881), conseiller d'arrondissement                                                 |
| 1889    | 1901             | Georges Eugène Noël Mary (1853-1921)                  | Républicain               | Médecin, maire de Riom-ès-Montagnes                                                                                  |
| 1901    | 1919             | Fernand Brun                                          | Rad.                      | Avocat à la Cour d'appel de Paris Maire de Riom-ès-Montagnes (1898-1936) Député (1898-1919 et 1928-1932)             |
| 1919    | 1925             | Marc Fonteilles                                       | URD                       | Avocat à Mauriac |
| 1925    | 1931             | Fernand Brun                                          | Rad.                      | Avocat Député (1898-1919 et 1928-1932)                                                                               |
| 1931    | 1940             | Marc Fonteilles                                       | Républicain               | Avocat à Mauriac Membre de la Commission administrative du Cantal (1941-1942) Nommé conseiller départemental en 1942 |
|         |                  |                                                       |                           | |
| 1945    | 1951             | Géraud Jouve                                          | SFIO                      | Professeur puis journaliste Député (1946-1951)                                                                       |
| 1951    | 1958             | Georges Delteil (1900-1978)                           | DVD                       | Médecin Maire de Riom-ès-Montagnes (1947-1959)                                                                       |
| 1958    | 1964             | Pierre Gilbert                                        | MRP                       | Maire de Riom-ès-Montagnes (1959-1964)                                                                               |
| 1964    | 1970             | Jean Tible                                            | DVD                       | Maire de Riom-ès-Montagnes (1964-1971)                                                                               |
| 1970    | 1988             | Georges Godenèche (1911-2001)                         | UDR puis RPR puis DVD     | Maire de Riom-ès-Montagnes (1971-1989)                                                                               |
| 1988    | 2001             | Raymond Cerruti                                       | RPR                       | Chef d'entreprise Maire de Riom-ès-Montagnes (1989-2001)                                                             |
| 2001    | 2008             | Pierre Fouillade                                      | PS                        | Ingénieur Maire de Valette                                                                                           |
| 2008    | 2015             | Guy Delteil                                           | UMP                       | Médecin Maire de Riom-ès-Montagnes (2001-2014)                                                                       |

#### Résultats électoraux détaillés
- Élections cantonales de 2001 : Pierre Fouillade (PS) est élu au premier tour avec 63,6 % des suffrages exprimés, devant Raymond Cerruti (RPR) (29,07 %) et François Boisset (PCF) (7,33 %). Le taux de participation est de 68,72 % (3 779 votants sur 5 499 inscrits)[23].
- Élections cantonales de 2008 : Guy Delteil (UMP) est élu au premier tour avec 55,05 % des suffrages exprimés, devant Pierre  Fouillade  (Divers gauche) (44,95 %). Le taux de participation est de 81,49 % (3 540 votants sur 4 344 inscrits)[24].

### Conseillers d'arrondissement (de 1833 à 1940)
Le canton de Riom-ès-Montagnes avait deux conseillers d'arrondissement de 1861 à 1886, et de 1928 à 1934.
| Période                                  | Période      | Identité                                            | Étiquette   | Qualité |
| ---------------------------------------- | ------------ | --------------------------------------------------- | ----------- | --- |
| 1833                                     | 1848         | Jean Charles de Murat                               |             | Médecin, maire de Menet                                                                                     |
| 1848                                     | 1855         | M. Fonteilles aîné                                  |             | Propriétaire                                                                                                |
| 1855                                     | 1871         | Félix de Murat                                      |             | Maire de Menet (1854-1881)                                                                                  |
| 1861                                     | 1865 (décès) | Pierre Henri de Laveissière de Lavergne (1826-1865) |             | Maire de Trizac (1854-1865)                                                                                 |
|                                          |              |                                                     |             | |
| 1871                                     | 1898         | Antonin Rouchy (1842-1914)                          |             | Avocat à Mauriac puis juge suppléant                                                                        |
| 1871                                     | 1874         | Joseph Chavinier (1806-1879)                        |             | Médecin à Saignes                                                                                           |
| 1874                                     | 1880         | Ascagne Laden (1818-1882)                           |             | Ancien avoué                                                                                                |
| 1880                                     | 1886         | Antoine Séroude                                     |             | Négociant en fromages à Riom-ès-Montagnes et à Paris                                                        |
|                                          |              |                                                     |             | |
|                                          | 1882 (décès) | Guillaume Brun (1830-1882)                          |             | Huissier, propriétaire, maire de Riom-ès-Montagnes                                                          |
| 1898                                     | 1907         | Pierre Basset                                       |             | Fabricant de parapluies, Premier adjoint au maire de Riom-ès-Montagnes                                      |
| 1907                                     | 1940         | Antoine Monteil                                     | Républicain | Agriculteur, maire de Trizac                                                                                |
| 1928                                     | 1934         | Jean-Pierre Chabrol (1865-1935)                     |             | Maire de Saint-Hippolyte                                                                                    |
| 1940                                     |              |                                                     |             | Les conseils d'arrondissement ont été suspendus par la loi du 12 octobre 1940 et n'ont jamais été réactivés |
| Les données manquantes sont à compléter. |              |                                                     |             | |

### Composition
Le canton de Riom-ès-Montagnes regroupait huit communes.
| Nom                           | Code Insee | Codepostal | Superficie (km2) | Population (dernière pop. légale) | Densité (hab./km2) |
| ----------------------------- | ---------- | ---------- | ---------------- | --------------------------------- | ------------------ |
| Riom-ès-Montagnes (chef-lieu) | 15162      | 15400      | 46,48            | 2 763 (2012)                      | 59                 |
| Apchon                        | 15009      | 15400      | 12,43            | 205 (2012)                        | 16                 |
| Collandres                    | 15052      | 15400      | 43,32            | 159 (2012)                        | 3,7                |
| Menet                         | 15124      | 15400      | 29,86            | 520 (2012)                        | 17                 |
| Saint-Étienne-de-Chomeil      | 15185      | 15400      | 27,57            | 211 (2012)                        | 7,7                |
| Saint-Hippolyte               | 15190      | 15400      | 13,92            | 103 (2012)                        | 7,4                |
| Trizac                        | 15243      | 15400      | 44,90            | 514 (2012)                        | 11                 |
| Valette                       | 15246      | 15400      | 14,90            | 273 (2012)                        | 18                 |

### Démographie
| 1962  | 1968  | 1975  | 1982  | 1990  | 1999  | 2006  | 2011  | 2012  |
| ----- | ----- | ----- | ----- | ----- | ----- | ----- | ----- | ----- |
| 7 746 | 7 535 | 6 998 | 6 460 | 5 875 | 5 186 | 4 808 | 4 649 | 4 748 |